# Schönberg im Stubaital
Schönberg im Stubaital je obec v Rakousku ve spolkové zemi Tyrolsko v okrese Innsbruck-venkov. Žije zde přibližně 1 100 obyvatel.

## Poloha
Schönberg se nachází asi jedenáct kilometrů jižně od Innsbrucku na terasovitém území vklíněném mezi řekami Ruetz a Sill.
Území obce tvoří náhorní plošina, která je pokračováním Mittelgebirge kolem Innsbrucku jako údolní hrana a je severovýchodním výběžkem pohoří Serlesstock (Serles 2718 m n. m.) a skupiny Habicht Stubaiských Alp.
Na severu patří k obci celá oblast mezi soutěskou Sillschlucht a soutěskou Ruetzschucht až k ústí soutěsky Ruetz u mostu Stephansbrücke na staré brennerské silnici, ve Stubaiském údolí pravá strana soutěsky Ruetzschucht až k prameni Nockquelle a na jihu svahy Gleinserbergu (1720 m n. m.), úpatí Serlesu (2717 m n. m.) na wipptalské straně.
Přes soutěsku Sillschlucht vede most Evropy na brennerské dálnici A13 z Patsche.

### Členění obce
Shluková obec leží na jednom katastrálním území Schönberg. Její části jsou: Schönberg, Gleins, Graslboden, Ruetzwerk, Sillwerk a Unterberg.
Celková rozloha obce je 7,48 km², z toho 15,2 % tvoří zemědělská půda, 3,8 % zahrady a 70,4 % jsou lesní porosty. Z celkové rozlohy je 31,6 % osídleno.

### Sousední obce
| Mutters          | Innsbruck         | Patsch   |
| Telfes im Stubai |                   | Ellbögen |
| Mieders          | Matrei am Brenner |          |

## Historie
Nález římské cesty v blízkosti mostu Evropa dokazují, že se přes Schönberg obchodovalo přes Brennerský průsmyk již v době římské. Nalezená cesta je via Raetia, jedna z nejdůležitějších cest tohoto období. Vedla z Unterbergu přes strmé stoupání do Schönbergu. Také byly nalezeny mince.
První písemná zmínka o názvu místa je v listině opatství Wilten z roku 1180 u Fridrica de Schœnberch. Kartograf Peter Anich na své mapě zaznamenal hrad Schönberg.
Během bitvy u Bergiselu měl Andreas Hofer několikrát své sídlo v bývalém Gasthofu Domanig, dnešním obecním úřadě.
Novou brennerskou silnici naplánoval Carl von Ghega a postavil ji v letech 1836–1845. V roce 1845 byl také dokončen most Stephansbrücke.

## Památky
- Římskokatolický farní kostel Svatého Kříže
- Kaple Evropa u mostu Evropa u dálnice A13
- Elektrárna Ruetz
- Stephansbrücke

## Znak
Znak města Schönberg im Stubaital má v klínu tři svislé pruhy, které schematicky znázorňují most Europa přes údolí Wipptal.